# Ch’oe Yong-gŏn
Ch’oe Yong-gŏn (auch Zoi En Gen; * 21. Juni 1900 in Sossok; † 19. September 1976) war ein koreanischer Widerstandskämpfer und nordkoreanischer Militär und Politiker (PdAK).

## Leben
Ch’oe besuchte in seiner Jugend zwei Militärakademien und war aktiv im bewaffneten Widerstand gegen die japanische Kolonialherrschaft über Korea. 1927 war er an kommunistischen Unruhen in der südchinesischen Stadt Kanton beteiligt. Nach der Besetzung der Mandschurei durch die Japaner 1931 führte er hier eine antijapanische Guerillaeinheit.
1936 wurde Ch’oe Offizier der Koreanischen Revolutionären Volksarmee. Im Februar 1948 wurde er Oberbefehlshaber der nordkoreanischen Truppen und blieb auch durch den gesamten Koreakrieg, bis zu dessen Ende 1953, in dieser Position. Nach dem Krieg wurde er Verteidigungsminister Nordkoreas, bis er 1957 Vorsitzender des Präsidiums der Obersten Volksversammlung, des nordkoreanischen Parlamentes, wurde. In dieser Position, die ihn gemäß der nordkoreanischen Verfassung zum Staatsoberhaupt machte, blieb er bis 1972. Als Staatsoberhaupt folgte ihm Kim Il-sung im neugeschaffenen Amt des Staatspräsidenten.